# Jane Levy
Jane Colburn Levy (sinh ngày 29 tháng 12 năm 1989) là một nữ diễn viên người Mỹ.

## Danh sách phim

### Điện ảnh
| Năm  | Tên                                        | Vai                         | Ghi chú |
| ---- | ------------------------------------------ | --------------------------- | ------- |
| 2012 | Nobody Walks                               | Caroline                    |         |
| 2012 | Fun Size                                   | April Martin-Danzinger-Ross |         |
| 2013 | Ma cây                                     | Mia Allen                   |         |
| 2014 | About Alex                                 | Kate                        |         |
| 2014 | Bang Bang Baby                             | Stepphy                     |         |
| 2015 | Nicholas & Hillary                         | Hillary                     |         |
| 2015 | Here Now                                   | Mel                         |         |
| 2015 | Frank and Cindy                            | Kate                        |         |
| 2016 | Don't Breathe                              | Rocky                       |         |
| 2016 | Xe tải quái vật                            | Meredith                    |         |
| 2017 | I Don't Feel at Home in This World Anymore | Dez                         |         |
| 2018 | Pretenders                                 | Catherine                   |         |
| TBA  | Office Uprising                            | Samantha                    |         |